# New Richmond, Ohio
New Richmond là một làng thuộc quận Clermont, tiểu bang Ohio, Hoa Kỳ. Năm 2010, dân số của làng này là 2582 người.

## Dân số
- Dân số năm 2000: 2219 người.
- Dân số năm 2010: 2582 người.